# Lidl-Trek (vrouwenwielerploeg)

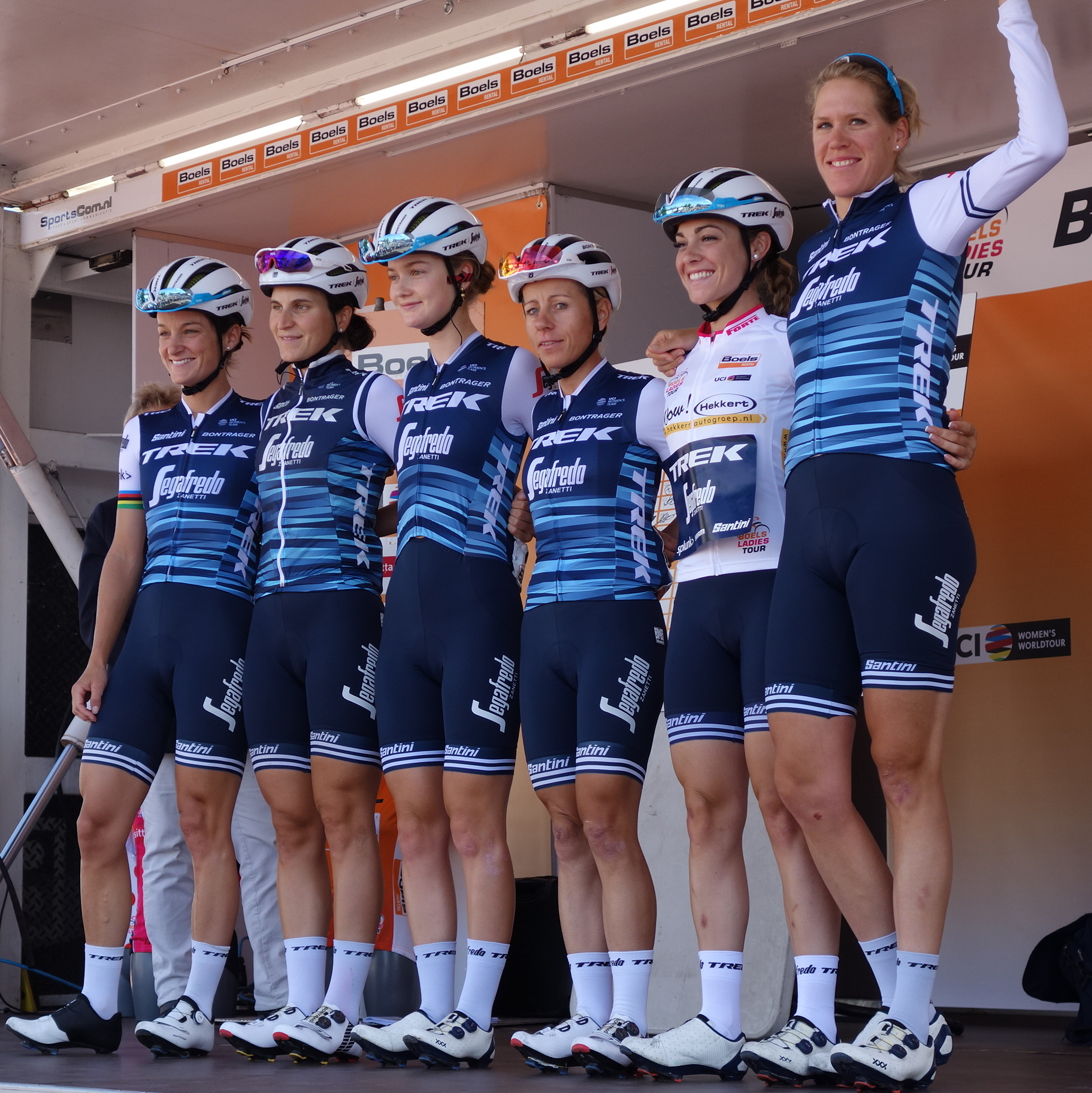
De ploeg in de Boels Ladies Tour 2019.

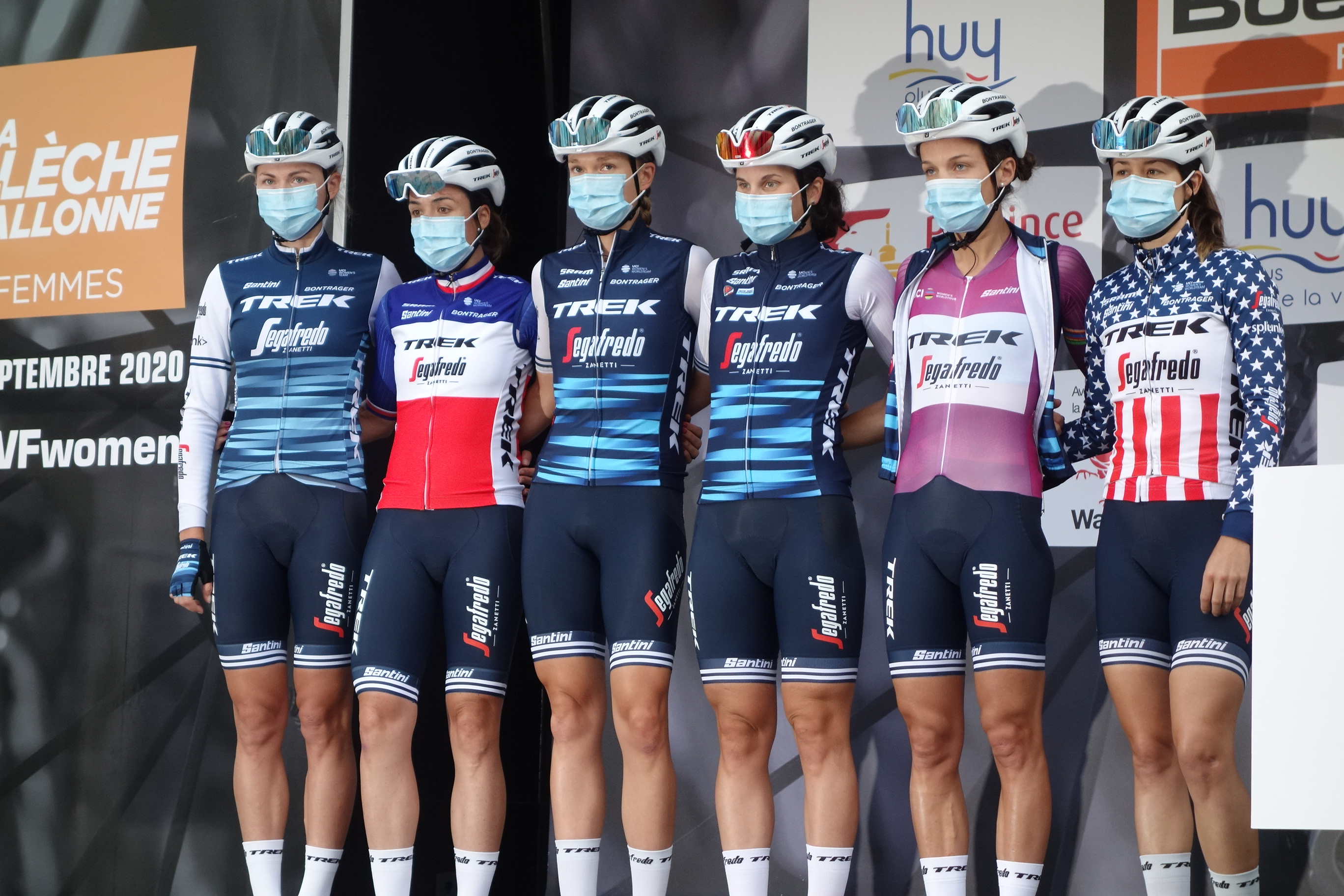
De ploeg voor de Waalse Pijl 2020.

Lidl-Trek (van 2019-2023 Trek-Segafredo) is een wielerploeg voor vrouwen met een Amerikaanse licentie, die sinds 2019 deel uitmaakt van het peloton. In het tweede jaar werd het team toegelaten tot de UCI Women's World Tour. Het is de vrouwelijke tegenhanger van het mannenteam Lidl-Trek.

## Historie
In juli 2018 maakte de mannenploeg Trek-Segafredo bekend een vrouwenploeg op te richten. Tijdens deze bekendmaking werd de Britse oud-wereldkampioene Lizzie Deignan gepresenteerd als eerste renster en tevens kopvrouw van het team. Later werd ook de komst van o.a. de Nederlandse tijdrijdster Ellen van Dijk, de Italiaanse klimster Elisa Longo Borghini en de Finse sprintster Lotta Lepistö bekendgemaakt. In september werd de ploeg gecompleteerd met de komst van het Italiaanse toptalent Letizia Paternoster, de Duitse veterane Trixi Worrack en de Frans kampioene tijdrijden Audrey Cordon-Ragot. De ex-sprintsters Ina-Yoko Teutenberg en Giorgia Bronzini werden aangetrokken als ploegleiders.
De ploeg maakte ook bekend met enkele rensters in het veldrijden actief te zijn met het Trek Factory Racing-team vanaf september 2018. Daarnaast was Trek al sinds 2013 naamgever van het gelijknamige team in het mountainbiken, als opvolger van de Sabaru-Gary Fisher (2005-2009) en Sabaru-Trek (2010-2012) teams.
Per 1 juli trad Lidl toe tot medenaamgever van de ploeg en verandere de naam, analoog aan het mannenteam, in Lidl-Trek.

## Wegwielrennen

### Ploegleiding
* tevens actief bij mannenploeg

### Overwinningen 2019
Zie de jaarpagina's voor de jaren 2020-2023
* als lid landenteam

## MTB- en veldrijden
Vrouwen bij Sabaru-Gary Fisher (2005-2009), Sabaru-Trek (2010-2012) en Trek Factory Racing (2013-2023).

### Rensters
* MTB + veldrijden

### Overwinningen
Mannen: 2011 · 2012 · 2013 · 2014 · 2015 · 2016 · 2017 · 2018 · 2019 · 2020 · 2021 · 2022 · 2023 · 2024 · 2025
Vrouwen: 2019 · 2020 · 2021 · 2022 · 2023 · 2024 · 2025
Bäckstedt · Brand · Cordon-Ragot · Deignan · Dideriksen · Hanson · Hosking · Longo Borghini · Paternoster · van Anrooij · van Dijk · Van Twisk · Wiles · Winder · Worrack
Bäckstedt · Balsamo · Brand · Cordon-Ragot · Deignan · Dideriksen · Hanson · Hosking · Longo Borghini · Paternoster · Thomas · van Anrooij · van Dijk · Wiles
Bäckstedt · Balsamo · Brand · Chapman · Deignan · Hanson · Klein · Knibb (vanaf 1/6) · Longo Borghini · Realini · Sanguineti · Spratt · van Anrooij · van Dijk (zwangerschapsverlof) · Wiles (tot 14/7)
van Anrooij · Bäckstedt · Balsamo · Brand · Chapman · Copponi · Deignan · van Dijk · Hanson · A. Holmgren · I. Holmgren · Klein · Longo Borghini · Moors · Realini · Sanguineti · Sharp · Spratt · Wilson-Haffenden
van Anrooij · Balsamo · Brand · Copponi · Deignan · van Dijk · Fisher-Black · Hanson · Henderson · A. Holmgren · I. Holmgren · Markus · Moors · Norsgaard · Realini · Sanguineti · Sharp · Spratt · Wilson-Haffenden